# Елба (Вісконсин)
Елба (англ. Elba) — місто (англ. town) в США, в окрузі Додж штату Вісконсин. Населення — 1041 особа (2020).

## Демографія
Згідно з переписом 2010 року, у місті мешкало 996 осіб у 396 домогосподарствах у складі 313 родин. Було 423 помешкання
Расовий склад населення:
| - 98,1 % — білих - 0,8 % — корінних американців - 0,1 % — азіатів |

До двох чи більше рас належало 0,5 %. Частка іспаномовних становила 1,4 % від усіх жителів.
За віковим діапазоном населення розподілялося таким чином: 19,9 % — особи молодші 18 років, 64,9 % — особи у віці 18—64 років, 15,2 % — особи у віці 65 років та старші. Медіана віку мешканця становила 46,1 року. На 100 осіб жіночої статі у місті припадало 104,5 чоловіків;  на 100 жінок у віці від 18 років та старших — 106,7 чоловіків також старших 18 років.
Середній дохід на одне домашнє господарство  становив 92 187 доларів США (медіана — 72 800), а середній дохід на одну сім'ю — 100 646 доларів (медіана — 78 854). Медіана доходів становила 41 905 доларів для чоловіків та 43 068 доларів для жінок. За межею бідності перебувало 3,8 % осіб, у тому числі 4,9 % дітей у віці до 18 років та 4,3 % осіб у віці 65 років та старших.
Цивільне працевлаштоване населення становило 635 осіб. Основні галузі зайнятості: освіта, охорона здоров'я та соціальна допомога — 25,2 %, виробництво — 20,9 %, роздрібна торгівля — 10,7 %, сільське господарство, лісництво, риболовля — 10,7 %.